# Edmund Orlik (polityk)
Edmund Orlik – polski działacz socjalistyczny i samorządowiec, prezydent Żyrardowa w okresie II Rzeczypospolitej (1927–1939). 

## Życiorys
Z zawodu był fryzjerem. Uczestniczył w walkach w okresie I wojny światowej. W wyborach samorządowych z kwietnia 1924 uzyskał mandat radnego Rady Miejskiej w Żyrardowie z ramienia PPS. Po rozpisaniu nowych wyborów na jesieni 1924 objął funkcję wiceprezydenta miasta, następnie zaś prezydenta (1927). W łonie PPS reprezentował frakcję umiarkowaną, przeciwną współpracy z komunistami. W 1928 wraz z częścią działaczy PPS opowiedział się za rządami Piłsudskiego, przechodząc do PPS – dawnej Frakcji Rewolucyjnej. W 1930 bez powodzenia ubiegał się o mandat parlamentarzysty w tzw. wyborach brzeskich. Prezydentem miasta pozostał do wybuchu II wojny światowej. W dniu wkroczenia do Żyrardowa wojsk niemieckich 12 września 1939 został aresztowany jako zakładnik, następnie zwolniony. 
W czasie II wojny światowej przebywał na Pawiaku, gdzie został zamordowany. Jego symboliczny grób znajduje się na cmentarzu miejskim w Żyrardowie.